# 趙德昌 (乾隆進士)
趙德昌（约1710年代—？），又名兆德昌，字紹文，号鶴泉，兆佳氏，正黄旗满洲包衣。清朝官员，进士出身。

## 生平
乾隆元年（1736）丙辰科举人，四年己未进士（时隶内务府正黄旗富旺佐领下）。翰林院散馆后授检讨，后改主事。侍讲、侍读学士。乾隆十五年，遣侍读学士德昌祭拜南岳衡山（载《湖南通志》卷53）。乾隆二十年，受遣祭拜西岳华山（载《同州府志》，1851）。

## 家族
- 太高祖：滿平阿。据《八旗满洲氏族通谱》卷31：“額爾敏地方兆佳氏：满平阿，正黄旗包衣人，觉色同族，世居额尔敏地方，國初来归，授备禦，从征界凡，曾被重伤。太祖高皇帝以其归附后效力多年又身被重伤，特恩赐姓觉罗。其子腾起原任头等侍卫”。
- 高祖腾起，头等侍卫。
- 曾祖費扬古，护军参领。
- 祖父武什，头等侍卫兼佐领。祖父同辈谟尔浑，护军参领；额尔敏原任员外郎兼佐领。
- 父哈尔敏，三等侍卫、护军参领。父同辈興國，乾隆己未科叔侄同榜进士，翰林院庶吉士。
- 同辈：哈岱、哈当阿，笔帖式；[2]趙德榮，乾隆九年甲子科舉人（时隶内务府正黄旗四十八佐领下）。
- 胞姊赵氏（又兆佳氏），嫁镶黄旗满洲、湖北按察使高誠（c.1690s-?；胞弟文华殿大学士高晋，胞叔文淵閣大學士高斌）。